# Pierre Allier
Pierre Allier (* 25. Januar 1908; † 14. Dezember 1968) war ein französischer Jazztrompeter, Arrangeur und Bandleader, der vor allem durch seine Zusammenarbeit mit dem Gitarristen Django Reinhardt in Erinnerung bleibt.

## Leben und Wirken
Allier arbeitete ab 1929 bei Grégor et ses Grégoriens, mit denen erste Plattenaufnahmen entstanden, und in den folgenden Jahren in den Jazzbands von André Ekyan, Fletcher Allen, Michel Warlop („Blue Interlude“, 1934) und Wal-Berg et son Jazz Français. 1935 spielte er mit dem Quintette du Hot Club de France; 1938 mit den Hot Club Swing Stars, zu denen u. a. Philippe Brun, Maurice Mouflard, Danny Polo, Alix Combelle, Noël Chiboust, Roger Chaput, Louis Vola und Pierre Fouad gehörten. Im Studioorchester unter Leitung von Philippe Brun war er am 22. März 1940 an einer Plattensession von Django Reinhardt beteiligt („Daphne“).
In den späten 1930er-Jahren leitete Allier in Paris ein eigenes Orchester; unter seinem Namen spielte er ab 1938 mehrere 78er für das Plattenlabel Swing ein; „Jam Men“/„Peter’s Stomp“ (SW-25), am 18. Dezember 1940 die fünf Titel „Begin the Beguine“/„Swingin’ the Blues“ (SW-89), „Dark Eyes“/„Ninouche“ (SW-108) und die zwei Plattenseiten seiner Komposition „Petite Lili“ (SW-126), mit Django Reinhardt, Hubert Rostaing und Guy Paquinet. Mit Django Reinhardt entstand noch am 26. Dezember 1940 der Titel „Stockholm“.
Im Jahr 1941 spielte Allier bei Raymond Wraskoff et son Orchestre, Noël Chiboust, Hubert Rostaing und im September 1941 mit Guy Paquinet; bald darauf emigrierte er nach Südamerika, wo er in Buenos Aires als Musiker und Arrangeur mit Booker Pittman, den French and Argentine Jazz Aces und seiner eigenen Band Pierre Allier’s Swing Bakers arbeitete. Im Bereich des Jazz war Allier zwischen 1929 und 1943 an 57 Aufnahmesessions beteiligt, u. a. auch mit Aimé Simon-Girard („Cocktails for Two“), Germaine Sablon („Je voudrais vivre“, 1934), Coleman Hawkins („Blue Moon“, 1935), Serge Glykson und Charles Trenet.